# 1063 Aquilegia
Az 1063 Aquilegia (ideiglenes jelöléssel 1925 XA) a Naprendszer kisbolygóövében található aszteroida. Karl Wilhelm Reinmuth fedezte fel 1925. december 6-án.